# Rupsbaan
Een Rupsbaan of kortweg Rups is een ouderwetse kermisattractie. De attractie bestaat uit een carrousel met tweepersoonskarretjes op een golvend railtraject. Door de snelheid van de karretjes en de daarbij optredende middelpuntvliedende kracht worden de twee personen naar elkaar toe geduwd. Als de karretjes eenmaal op snelheid zijn, gaat er een zeil over de karren zodat toeschouwers niet meer kunnen zien wat er in de wagens gebeurt. Door deze twee aspecten was en is de attractie altijd erg in trek bij verliefde stellen.

## Kwast
Bij veel rupsbanen wordt, voordat het zeil over de karren gaat, een kwast uitgegooid door een medewerker van de attractie. Deze komt boven de rijdende karren te zweven, en de bezoekers mogen dan proberen deze kwast te pakken. Als dit lukt, wint deze betreffende persoon een tweede gratis ritje in de rupsbaan.

## Aankleding
Met het zeil eroverheen ziet het geheel eruit als een lange rups. Door het zeil krijgt het geheel een uiterlijk als dat van een echte rups. Dit is dan ook de verklaring voor de naam die de attractie kreeg.

## Variaties

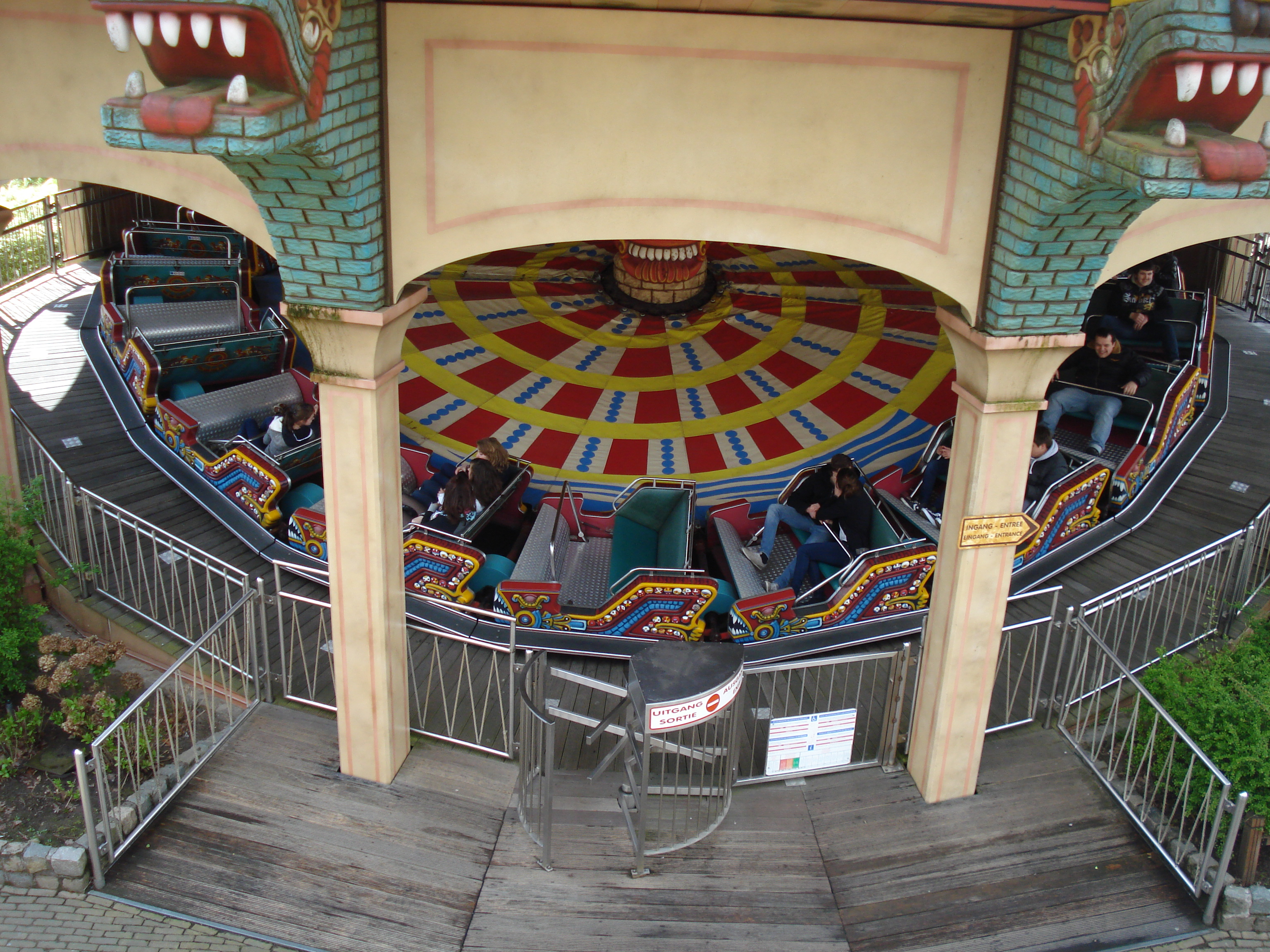
Aztek Express, Bobbejaanland

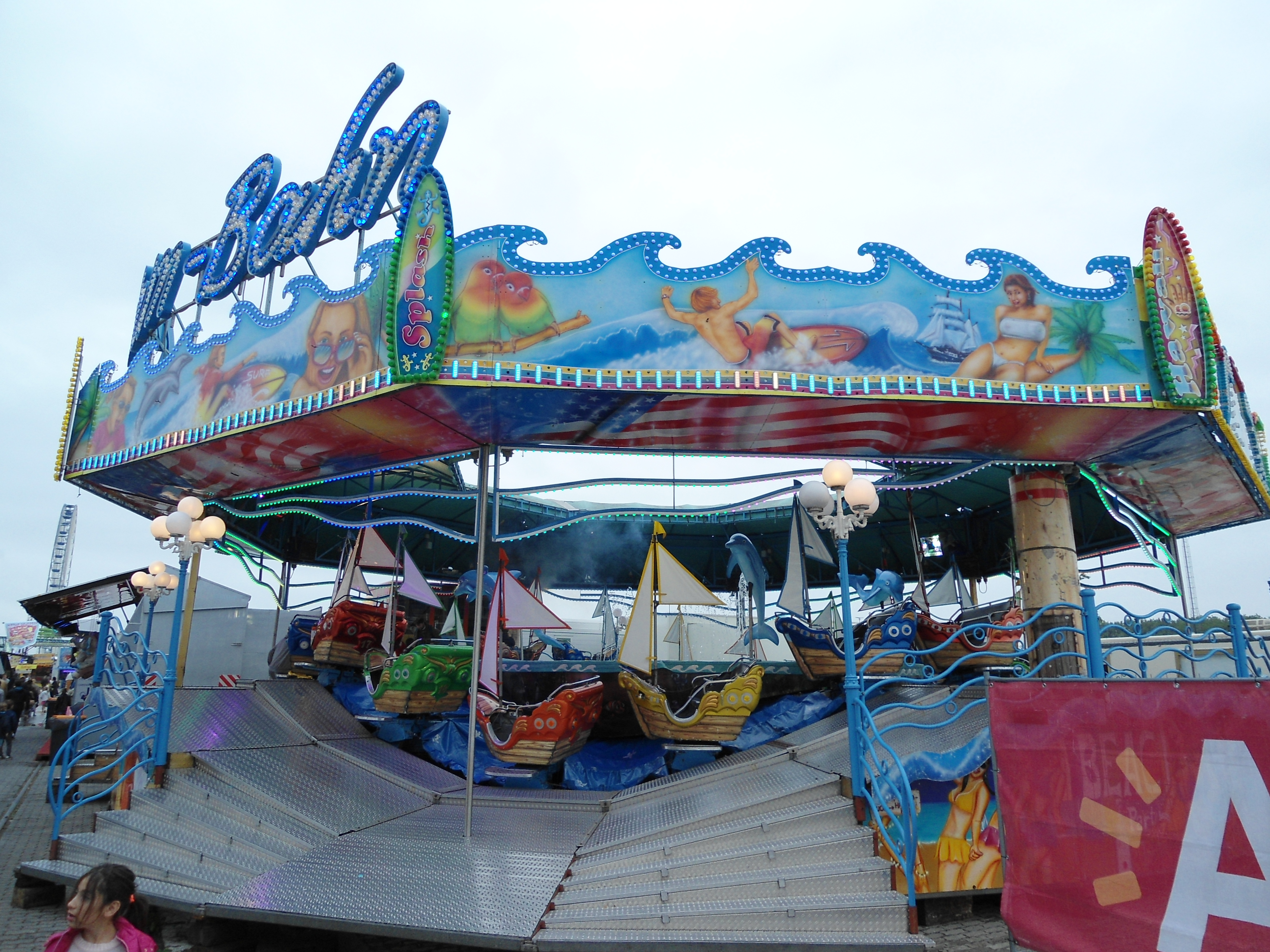
Een andere variant van de Rups, de See Sturm Bahn

De meest voorkomende variatie is de Muziek Express of Music Express. Deze was vooral in trek toen de rupsbaan in de jaren zeventig aan populariteit inboette. De karren in de Muziek Express gaan een stuk sneller, en er komt geen zeil meer over de karren. De kwast is verdwenen. Een voorbeeld van een Muziek Express is de Aztek Express in Bobbejaanland. De andere variant is de bidule, die wordt onderverdeeld onder de snelheidsmolens, ook zonder zeil boven de karretjes. Sommige hebben nog een kwast. Deze komen met name voor op de Belgische, Franse en Britse kermissen (en nog in Nederland). Ze draaien meestal voor- en achteruit.

## Geschiedenis
De attractie werd ontworpen door Hyla F. Maynes, een Amerikaan uit North Tonawanda, New York. Hij doopte zijn ontworpen attractie bij de opening ervan in 1925 tot Caterpillar (rups in het Engels). Deze eerste attractie stond in een attractiepark in Coney Island, in New York. In de opvolgende jaren won de rupsbaan, in en later ook buiten de Verenigde Staten aan populariteit. De eerste rupsbanen begonnen in Nederland rond 1930 te draaien. Op kermissen verwierf de rups een vaste plek, samen met attracties zoals de draaimolen en het reuzenrad. Eind jaren zeventig werd de attractie meer en meer verdreven door snellere attracties, zoals de gravitron en de Hully Gully. Die laatste wordt beschouwd als de officiële opvolger van de rupsbaan. Toch is de rupsbaan ook nu nog regelmatig te zien, vooral op nostalgische kermissen.